# Cinfães
Cinfães is een plaats en gemeente in het Portugese district Viseu.
De gemeente heeft een totale oppervlakte van 241 km² en telde 22.424 inwoners in 2001.

## Plaatsen in de gemeente
- Alhões
- Bustelo
- Cinfães
- Espadanedo
- Ferreiros de Tendais
- Fornelos
- Gralheira
- Moimenta
- Nespereira
- Oliveira do Douro
- Ramires
- Santiago de Piães
- São Cristóvão de Nogueira
- Souselo
- Tarouquela
- Tendais
- Travanca